# Kanton Fronsac
Kanton Fronsac (fr. Canton de Fronsac) je francouzský kanton v departementu Gironde v regionu Akvitánie. Tvoří ho 18 obcí.

## Obce kantonu
- Asques
- Cadillac-en-Fronsadais
- Fronsac
- Galgon
- La Lande-de-Fronsac
- Lugon-et-l'Île-du-Carnay
- Mouillac
- Périssac
- La Rivière
- Saillans
- Saint-Aignan
- Saint-Genès-de-Fronsac
- Saint-Germain-de-la-Rivière
- Saint-Michel-de-Fronsac
- Saint-Romain-la-Virvée
- Tarnès
- Vérac
- Villegouge